# Оскариус, Бенгт
Бенгт Оска́риус (швед. Bengt Oscarius; род. 4 сентября 1944) — шведский кёрлингист.
В составе мужской сборной Швеции участник трёх чемпионатов мира (лучший результат — чемпионы в 1973) и двух чемпионатов Европы (лучший результат — серебряные призёры в 1975). Трёхкратный чемпион Швеции среди мужчин.
Играл на позициях третьего и второго.
В 1973 введён в Зал славы шведского кёрлинга (швед. Stora Curlare).

## Достижения
- Чемпионат мира по кёрлингу среди мужчин: золото (1973).
- Чемпионат Европы по кёрлингу: серебро (1975).
- Чемпионат Швеции по кёрлингу среди мужчин: золото (1969, 1972, 1973).

## Команды
| Сезон   | Четвёртый       | Третий         | Второй                   | Первый                   | Турниры                      |
| ------- | --------------- | -------------- | ------------------------ | ------------------------ | ---------------------------- |
| 1968—69 | Кристер Вессель | Челль Оскариус | Клас-Йоран "Боа" Карлман | Бенгт Оскариус           | ЧШМ 1969                     |
| 1968—69 | Челль Оскариус  | Бенгт Оскариус | Клас-Йоран "Боа" Карлман | Кристер Вессель          | ЧМ 1969 (4 место)            |
| 1971—72 | Челль Оскариус  | Том Шеффер     | Бенгт Оскариус           | Клас-Йоран "Боа" Карлман | ЧШМ 1972 · ЧМ 1972 (8 место) |
| 1972—73 | Челль Оскариус  | Бенгт Оскариус | Том Шеффер               | Боа Карлман              | ЧШМ 1973 · ЧМ 1973           |
| 1975—76 | Челль Оскариус  | Бенгт Оскариус | Том Шеффер               | Клас-Йоран "Боа" Карлман | ЧЕ 1975                      |
| 1982—83 | Том Шеффер      | Бенгт Оскариус | Lars Hegert              | Клас-Йоран "Боа" Карлман | ЧЕ 1982 (5 место)            |

(скипы выделены полужирным шрифтом)

## Частная жизнь
Его старший брат Челль Оскариус также был кёрлингистом, играл с Бенгтом в одной команде, также чемпион мира 1973 года.